# Лудвиг фон Флекенщайн
Лудвиг фон Флекенщайн (на немски: Ludwig von Fleckenstein; * пр. 1506; † 24 февруари 1538/1 май 1541) от благородническата фамилия Флекенщайн до северните Вогези в Елзас, е фрайхер на Флекенщайн.

## Произход
Той е син на Якоб II фон Флекенщайн († 1514) и съпругата му Вероника фон Андлау († 1496), дъщеря на Лазарус I фон Андлау († 1494/1495) и Юдит фон Рамщайн († 1495). Брат е на Барбара фон Флекенщайн († сл. 1535), омъжена 1490 г. за фрайхер Хайнрих фон Флекенщайн-Дагщул († 1535), на Хайнрих XVII фон Флекенщайн († сл. 1517) и на Якоб III фон Флекенщайн († 1526), господар на Нидерщайнбах-Пфафенхофен, шериф на Гермерсхайм.

## Фамилия
Лудвиг фон Флекенщайн се жени за Урсула фон Ингелхайм († 24 февруари 1538), дъщеря на рицар Йохан фон Ингелхайм († 1517) и Маргарета фон Хандшухсхайм († 1500/1509), дъщеря на Дам I Хандшухсхайм († 1497). Те имат една дъщеря:
- Анна фон Флекенщайн († 12 декември 1564), омъжена 1536 г. за Фридрих Кемерер фон Вормс-Далберг, байлиф на Опенхайм († 1574)

## Галерия
- Замък Флекенщайн
- Останки от замък Флекенщайн